# 德州吐司
德州吐司（英語：Texas toast）（德克萨斯吐司），是起源于美国德克萨斯州的一种烤面包，通常由吐司制成。

## 概述
德州吐司的厚度是常见的吐司切片的两倍。它在面包的两面涂上黄油，然后烤至呈浅金黄色。通常会将大蒜添加到黄油中，制成一种蒜蓉包。烤面包的一侧或两侧可能涂上奶酪，类似于开放式烤奶酪三明治。
德州吐司在德克萨斯州及其周边州很受欢迎，通常与南方风味的菜肴搭配，如炸牛排、炸鲶鱼或者烧烤。
用于制作德州吐司的厚切片吐司，可以与普通吐司一样用于三明治等食物的制作。厚切片吐司特别适用于制作包含湿酱汁的菜肴，也可以用于如法式吐司。大部分的德州吐司使用白面包，也有一些使用全麦面包。
冷冻的德州吐司也很受欢迎。畅销的品牌包括马泽蒂公司旗下的New York Brand、Pepperidge Farm和Cole's。

## 历史
德州吐司的声称发明者之一是Kirby's Pig Stand。在1940年代，这家连锁店曾在美国各州最多拥有100多家餐厅。德州吐司可能是于1946年在德州登顿的一家Pig Stand餐厅首次制作的。当时由于订购了较厚的吐司，导致无法放入烤麵包機。于是厨师Wiley Cross建议涂上黄油并炙烤来處理。德州博蒙特的另一家Pig Stand的厨师声称由他开创了炙烤吐司的想法。厨师Wiley Cross还将德州吐司和乡村炸牛排结合，创造了Pig Stand餐厅知名的炸牛排三明治。